# أرتيم فيليمونوف
أرتيم فيليمونوف (بالأوكرانية: Філімонов Артем Денисович)‏ هو لاعب كرة قدم أوكراني في مركز الوسط، ولد في 21 فبراير 1994 في روفنو في أوكرانيا. شارك مع منتخب أوكرانيا تحت 21 سنة لكرة القدم. أما مع النوادي، فقد لعب مع تشورنومورتس أوديسا ونادي دنيبرو دنيبروبتروفسك ونادي غوميل ونادي فنتسبيلس ونادي كارباتي لفيف.

## وصلات خارجية
- أرتيم فيليمونوف على موقع اتحاد أوكرانيا (الإنجليزية)
- أرتيم فيليمونوف على موقع قاعدة بيانات كرة القدم.إي يو (الإنجليزية)
- أرتيم فيليمونوف على موقع Soccerway.com (الإنجليزية)
- أرتيم فيليمونوف على موقع عالم كرة القدم.نت (الإنجليزية)